# Ectinus yushiroi
Ectinus yushiroi là một loài bọ cánh cứng trong họ Elateridae. Loài này được W. Suzuki miêu tả khoa học năm 1999.